# Nonciature apostolique en Roumanie
La nonciature apostolique en Roumanie constitue la représentation officielle du Saint-Siège à Bucarest, où réside le nonce apostolique.

## Histoire
À partir de 1950, les relations diplomatiques cessent entre le Saint-Siège et le nouveau régime communiste en place en Roumanie. Elles ne sont rétablies qu’en 1990 avec le retour de la démocratie dans le pays.
Le nonce apostolique de Roumanie est également le nonce de Moldavie.

## Nonces apostoliques à Bucarest
- Francesco Marmaggi (1920-1923), également archevêque titulaire d'Andrinople-en-Hémimont (de)
- Angelo Maria Dolci (1923-1933), également archevêque titulaire d'Hiérapolis-en-Syrie
- Valerio Valeri (1933-1936), également archevêque titulaire d'Éphèse (de)
- Andrea Cassulo (1936-1947), également archevêque titulaire de Léontopolis-en-Augustamnique (de)

Interruption des relations diplomatiques entre 1950 et 1990
- John Bukovsky (1990-1994), également archevêque titulaire de Tabalta (de)
- Janusz Bolonek (1995-1998), également archevêque titulaire de Madaure
- Jean-Claude Périsset (1998-2007)[1], également archevêque titulaire de Justiniana Prima (de)
- Francisco-Javier Lozano Sebastián (2007-2015), également archevêque titulaire de Penafiel (de)
- Miguel Maury Buendía (2015-2023)[2], également archevêque titulaire d'Italica (de)
- Giampiero Gloder (2024-en cours)[3], également archevêque titulaire de Telde (de)